# Baron de Ramsey
Baron de Ramsey, of Ramsey Abbey in the County of Huntingdon, ist ein erblicher britischer Adelstitel in der Peerage of the United Kingdom.
Familiensitz der Barone ist Abbots Repton Hall bei Huntingdon in Cambridgeshire.

## Verleihung
Der Titel wurde am 8. Juli 1887 für den ehemaligen konservativen Unterhausabgeordneten Edward Fellowes geschaffen.
Heutiger Titelinhaber ist seit 1993 sein Ur-urenkel John Fellowes als 4. Baron.

## Liste der Barone de Ramsey (1887)
- Edward Fellowes, 1. Baron de Ramsey (1809–1887)
- William Fellowes, 2. Baron de Ramsey (1848–1925)
- Ailwyn Fellowes, 3. Baron de Ramsey (1910–1993)
- John Fellowes, 4. Baron de Ramsey (* 1942)

Titelerbe (Heir Apparent) ist der Sohn des aktuellen Titelinhabers, Hon. Frederick Fellowes (* 1978).